# Cromlechs von Kerlescan

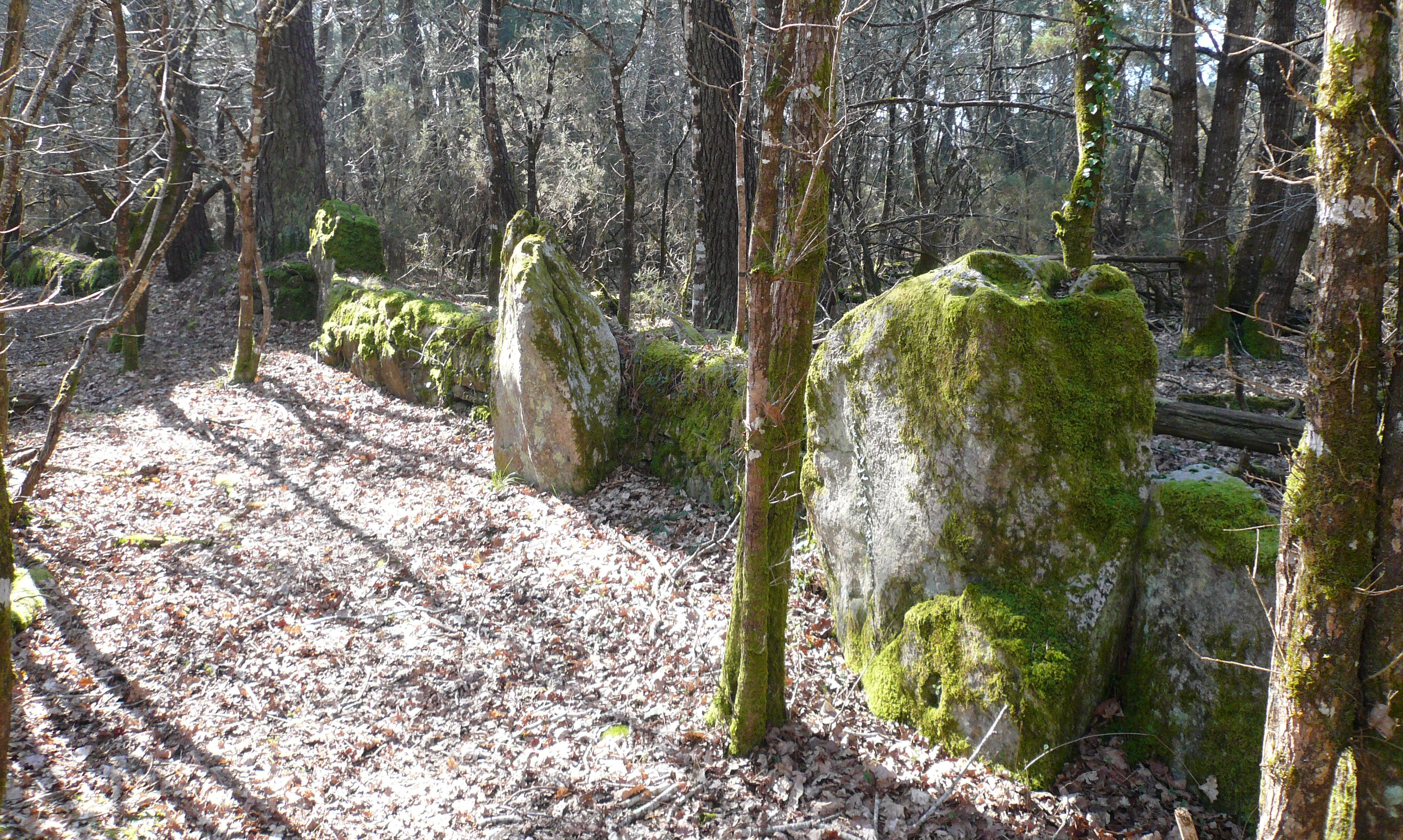
Cromlech von Kerlescan Nord

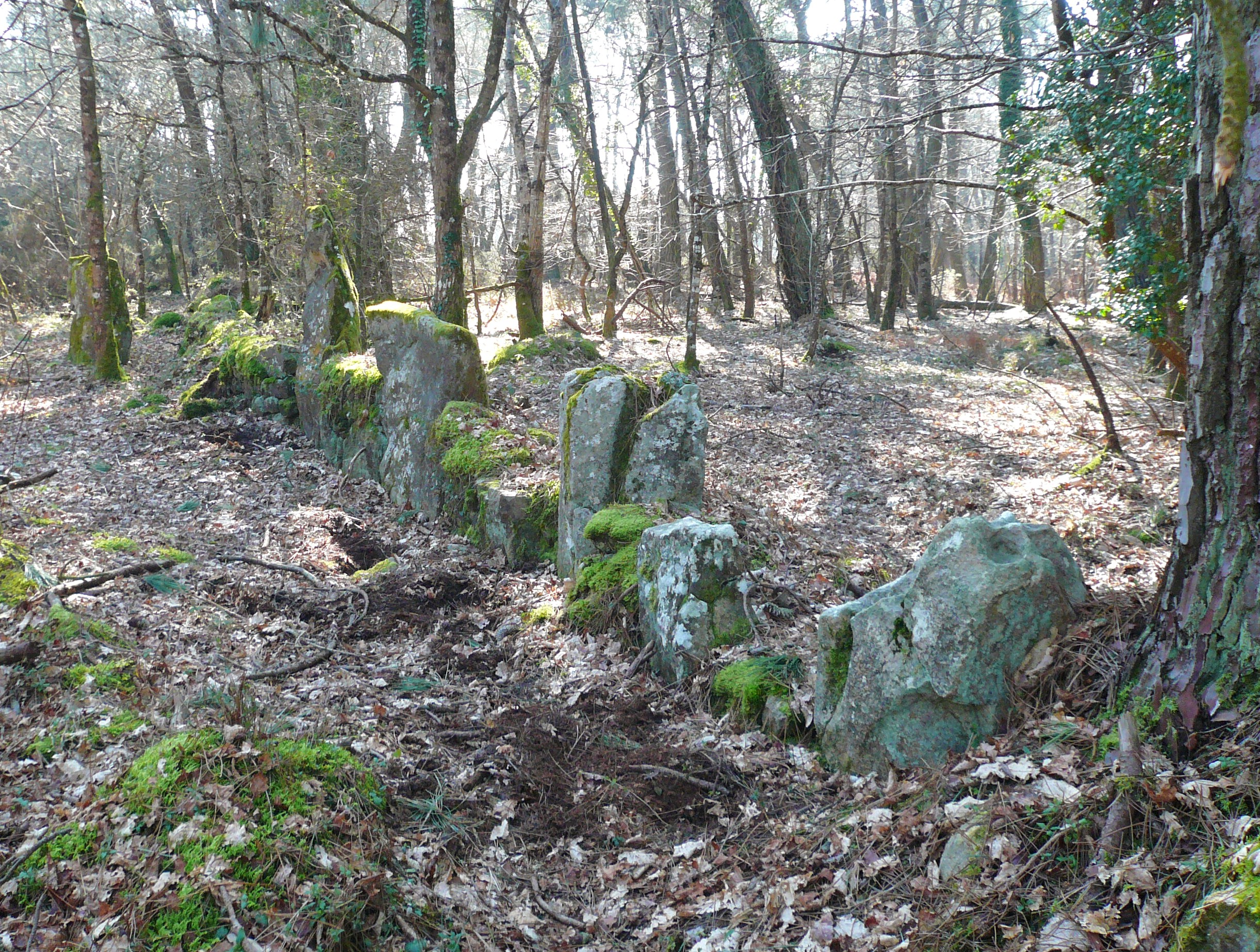
Cromlech von Kerlescan Nord

Die neolithischen Cromlechs von Kerlescan (Nord und Süd) liegen etwa 250 m voneinander entfernt im Wald von Kerlescan, nordöstlich von Carnac, im Département Morbihan in der Bretagne in Frankreich. Zwischen den beiden Steingehegen stehen/liegen der 3,7 m hohe Menhir und der Tumulus von Kerlescan Tertre.

## Kerlescan Nord (oder B)
Der Cromlech Kerlescan Nord (Lage) ist ein Steinkreis. Er liegt nordwestlich der Steinreihe von Kerlescan und etwa 90 m nördlich des Tumulus und des Menhirs von Kerlescan. Der Cromlech besteht aus 42 Steinen (36 aufrechten und sechs liegenden) in einem Kreis von etwa 90,0 m Durchmesser. Etwa 20 von ihnen sind in eine Trennmauer integriert. Die Reste des Cromlechs wurden 1930 restauriert, als nur sieben Steine aufrecht standen.
Der Cromlech ist seit 1928 als Monument historique klassifiziert.

## Kerlescan Süd (oder A)

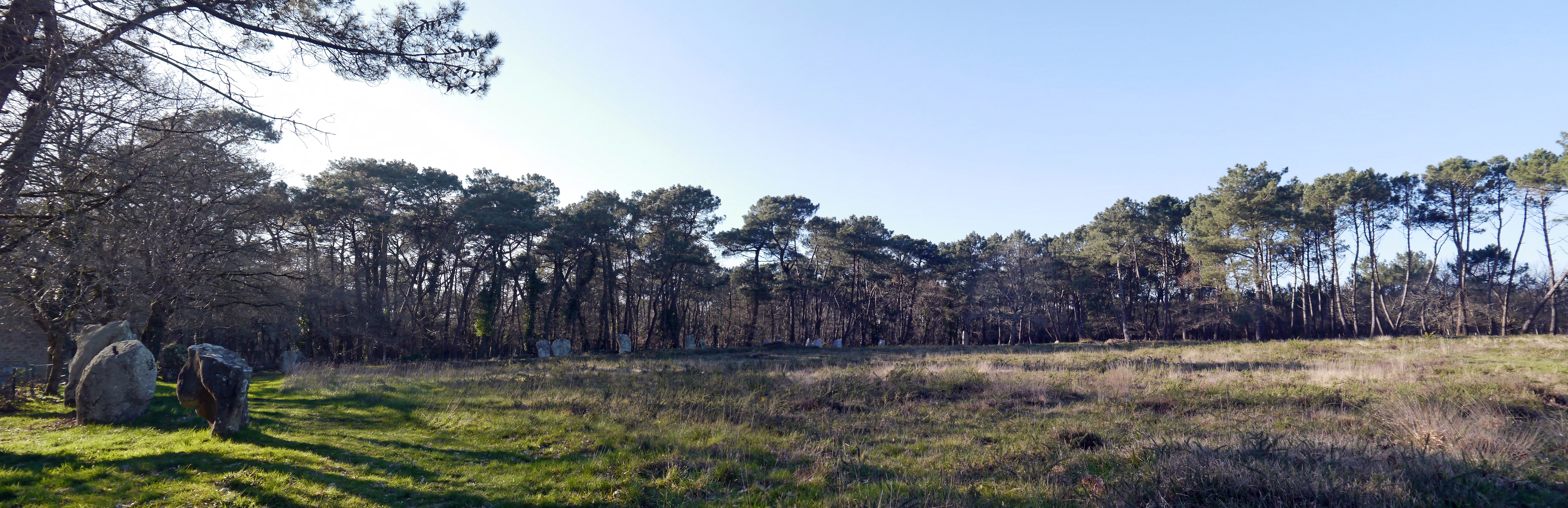
Cromlech von Kerlescan Süd

Der Cromlech Kerlescan Süd liegt neben einem Reitzentrum, südwestlich der Steinreihe von Kerlescan und etwa 80 m südlich des Tumulus und des Menhirs von Kerlescan (Lage).
Der Cromlech besteht aus 39 Steinen, die im Viereck angeordnet sind. Er ist seit 1929 als Monument historique klassifiziert.

## Verbreitung
Neben den beiden Steingehegen im Wald bei Kerlescan gehören der Cromlech von Kergonan und die beiden Steinkreise von Er Lannic zu den wenigen Steinkreisen im Département Morbihan. Am westlichen Enden der Steinreihe von Le Menec bei Carnac ist ein nur in Teilen erhaltener Cromlech zu sehen, der von den – wahrscheinlich jüngeren – Steinreihen zerschnitten wird. Andere Steinkreise befinden sich im Département Finistère.